# Château d'Aulteribe
Château d’Aulteribe je zámek v departementu Puy-de-Dôme (Auvergne), v obci Sermentizon.
Původně středověká stavba byla v 19. století dvakrát přestavována a restaurována.
Roku 1954, markýz de Pierre, poslední majitel, odkázal zámek i s uměleckými sbírkami Caisse nationale des monuments historiques. V současnosti je majetek pod správou Centre des monuments nationaux.
Château d'Aulteribe uchovává nábytek, tapisérie, porcelán a další předměty vysoké kvality.